# Let the Blind Lead Those Who Can See but Cannot Feel
Let the Blind Lead those Who Can See but Cannot Feel è il primo album in studio di Atlas Sound, il progetto solista del frontman dei Deerhunter Bradford Cox. L'album è stato pubblicato in Nord America da Kranky il 19 febbraio 2008 e in Europa da 4AD il 5 maggio 2008. Le tracce di Let the Blind Lead sono state costruite con strumenti generati dal computer e registrati nel software musicale Ableton Live. Descritto come flusso di coscienza in natura da Cox, ogni canzone è stata creata nell'arco di diverse ore; inoltre, la musica e le parole sono state scritte e cantate sul posto. Per la sua uscita, i brani sono stati arrangiati nell'ordine in cui sono stati registrati; Cox ha descritto l'album nel suo complesso come un "arco dinamico". La copertina nordamericana è una fotografia modificata di un dipinto di un medico che cura un ragazzo malato. Il volto del bambino è oscurato dal flash di una fotocamera, anche se Cox ritiene che questo conferisca alla foto un elemento "romantico".
I testi di Let the Blind Lead sono di natura autobiografica, riflettendo le esperienze di vita di Cox. Questi includono gli abusi subiti da bambino, le passate dipendenze da droghe e il tempo trascorso in ospedale da adolescente a causa della sua malattia genetica, la sindrome di Marfan. Diverse canzoni riguardano il suo migliore amico Lockett Pundt, il chitarrista dei Deerhunter, a cui l'album è dedicato. Winter Vacation è una riflessione sulla prima volta che i due si sono incontrati, mentre in Ativan, Cox esamina il suo rapporto con Pundt. Let the Blind Lead è stato generalmente ben accolto dalla critica; alcuni hanno elogiato i testi emotivi di Cox, mentre altri hanno criticato la sua musica per mancanza di sostanza. Il record è arrivato al numero 32 nella classifica Top Heatseekers della rivista Billboard per una settimana.
In Metacritic, "Let the Blind Lead those Who Can See but Cannot Feel" ha ricevuto un punteggio medio dalla critica di 81 su 100, basato su 23 recensioni, che indica un "riconoscimento universale".
Al momento dell'uscita, l'album ha ricevuto il riconoscimento "Best New Music" di Pitchfork Media, ed è stato successivamente piazzato al 26º posto nella pubblicazione '50 Best Albums del 2008 .

## Tracce
1. A Ghost Story – 2:44
2. Recent Bedroom – 3:46
3. River Card – 3:20
4. Quarantined – 3:40
5. On Guard – 3:40
6. Winter Vacation – 4:00
7. Cold As Ice – 3:33
8. Scraping Past – 4:30
9. Small Horror – 2:54
10. Ready, Set, Glow – 2:58
11. Bite Marks – 4:18
12. After Class – 3:29
13. Ativan – 2:51
14. Let the Blind Lead Those Who Can See but Cannot Feel – 3:45